# Ленстерский пехотный полк принца Уэльского
Ленстерский полк принца Уэльского (Королевские канадцы) (англ. The Prince of Wales's Leinster Regiment (Royal Canadians)) — линейный пехотный полк Британской армии, созданный в 1881 году после объединения 100-го королевского Канадского принца Уэльского и 109-го Бомбейского пехотных полков. 100-й полк был образован в марте 1858 года как правопреемник «старого 100-го полка», участвовавшего в войне 1812 года против США, 109-й — в 1853 году. 100-й полк ранее нёс гарнизонную службу в Монреале, а также подавлял восстание сипаев.
Ленстерский полк в течение всего периода своего существования был одним из восьми ирландских полков Британской армии, личный состав которого набирался из жителей Ирландии. Штаб располагался в городе Бирр (ныне графство Оффали). В 1922 году после разделения Ирландии и образования Ирландского свободного государства были расформированы пять пехотных полков Британской армии (Королевский ирландский полк, Коннахтские рейнджеры, Ленстерский пехотный полк принца Уэльского, Королевские манстерские фузилёры, Королевские дублинские фузилёры) и Южноирландский конный полк.

## История

### XIX век

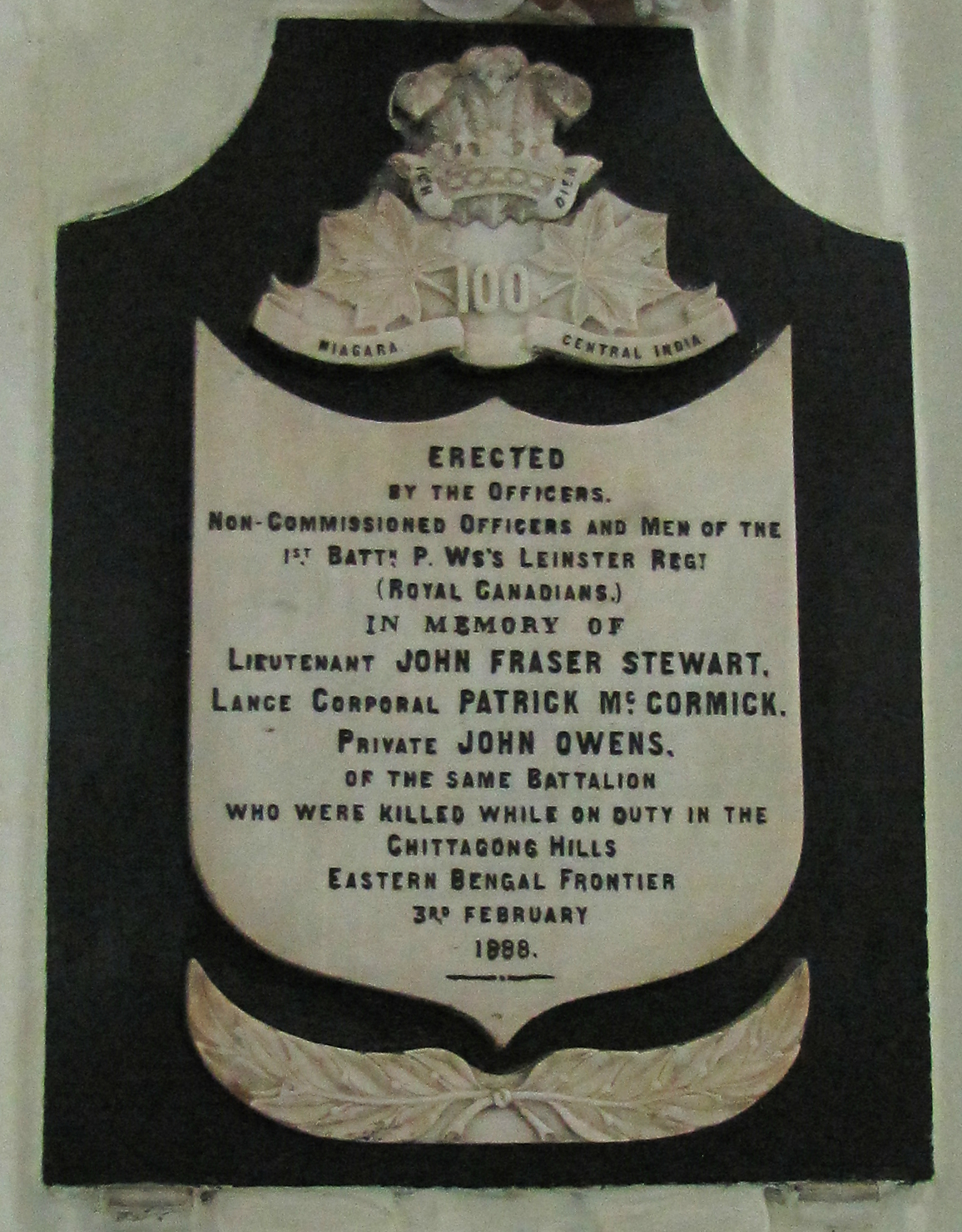
Мемориальная табличка Ленстерского полка в церкви Святого Петра в Форт-Уильяме, Калькутта

Полк был образован в 1881 году после объединения 100-го пехотного полка принца Уэльского (Королевских канадцев) и 109-го Бомбейского пехотного полка в рамках реформ министра обороны Великобритании Хью Чайлдерса, которые были продолжением реформ министра Кордуэлла, проведённых в 1879 году. Это был один из восьми ирландских полков Великобритании, личный состав которого набирался собственно в Ирландии. Штаб располагался в казармах Кринкилл в ирландском городе Бирр (ныне графство Оффали Республики Ирландия), личный состав был представлен жителями провинции Ленстер. Собственно военное управление Ирландии осуществлялось в штабе в Паркгейте (Финикс-парк) в Дублине, руководящие чины штаба получали все инструкции от Военного министерства из Лондона. 1-й батальон полка, нёсший службу в Индии, прибыл в Ирландию в 1894 году. Он участвовал в англо-ашантийской войне 1895 года, однако большая часть батальона до 1898 года оставалась в Ирландии, пока не была направлена в канадский Галифакс. 2-й батальон прибыл в Ирландию в 1882 году, а оттуда в Англию в 1888 году. В 1894 году служил на Мальте, в 1895 году — в составе Бермудского гарнизона, в 1897 году — в Галифаксе, в 1898 году — в Вест-Индии.

### Вторая англо-бурская война
Оба регулярных батальона полка участвовали во второй англо-бурской войне. В апреле 1902 года 1-й батальон участвовал в битве при Бетлехеме, 14 солдат батальона были ранены. Двумя месяцами ранее, в феврале 1902 года 1-й батальон удерживал Хейлброн, потеряв 10 человек убитыми и ранеными. 1-й батальон продолжал службу в Южной Африке до конца войны: в сентябре 1902 года из Кейптауна отплыло судно Englishman с 370 солдатам и офицерами батальона, прибыв в октябре 1902 года в Саутгемптон, а личный состав отправился в Фермой. В начале 1900 года был мобилизован 3-й батальон ополчения из ополчения графств Его Величества для службы в Южной Африке. В начале марта 1900 года в Саутгемптоне на борт судна Kildonan Castle сели 520 солдат и офицеров батальона, которые вернулись в Ирландию в мае 1902 года. В 1908 году после преобразования добровольческих частей и ополчения в Территориальные силы и Особый резерв в составе полка было уже три резервных батальона: 3-й, 4-й и 5-й.

### Первая мировая война

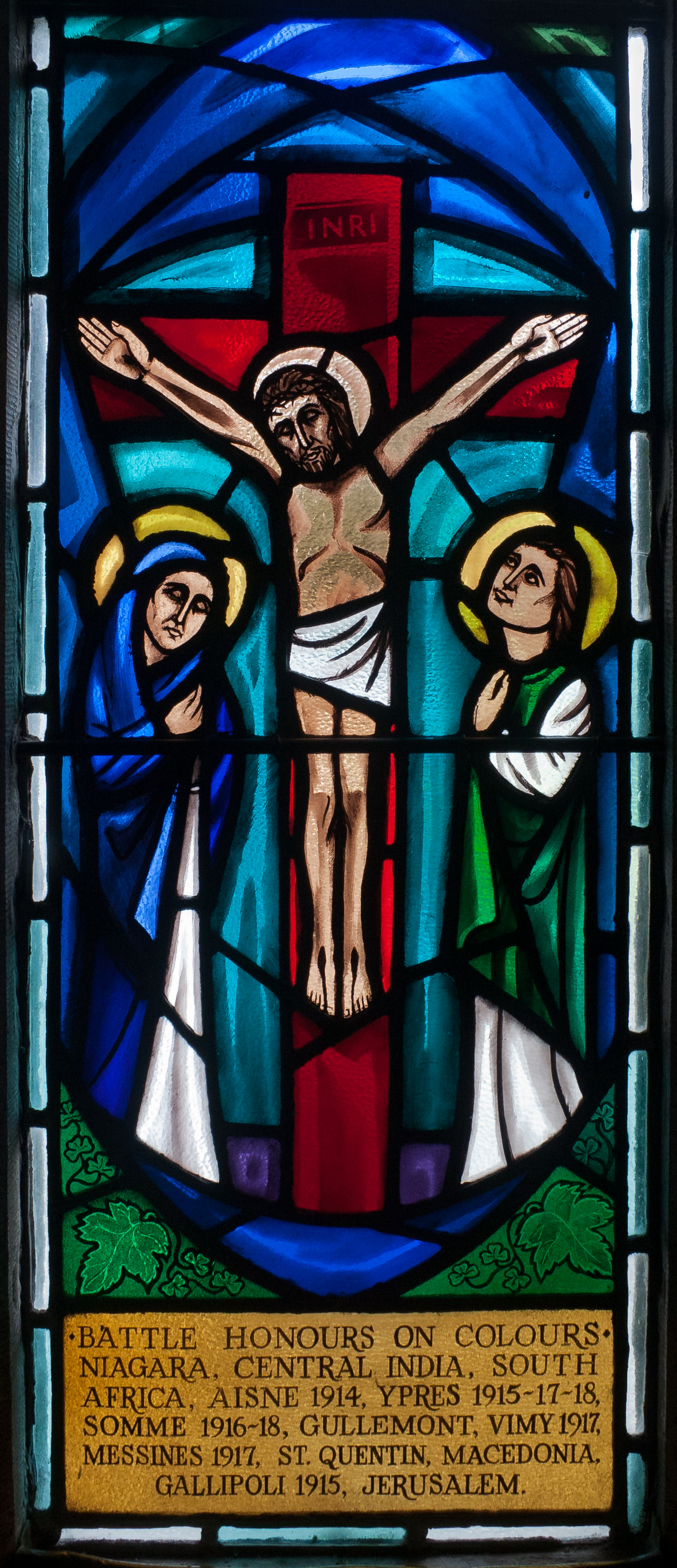
Витраж в церкви Святого Брендана в Бирре, посвящённый Ленстерскому пехотному полку принца Уэльского

#### Регулярная армия
1-й батальон, нёсший службу в индийском Файзабаде на момент начала войны, высадился в Гавре в составе 82-й пехотной бригады 27-й пехотной дивизии в декабре 1914 года для участия в боях на Западном фронте, но с декабря 1915 года сражался на Салоникском фронте, а с сентября 1917 года сражался в Палестине. 2-й батальон высадился в Сен-Назере в сентябре 1914 года в составе 17-й пехотной бригады 6-й пехотной дивизии также для участия в боях на Западном фронте.

#### Новая армия
6-й (служебный) батальон высадился в бухте Анзак в составе 29-й пехотной бригады 10-й Ирландской пехотной дивизии в августе 1915 года, с сентября того же года служил в Салонике, а затем в Египте, участвуя с сентября 1917 года в Синайско-Палестинской кампании. В июне 1918 года высадился в Марселе для участия в боях на Западном фронте; в Гавре же появился и 7-й батальон в составе 47-й пехотной бригады 16-й Ирландской пехотной дивизии в декабре 1915 года для тех же целей.

### Расформирование

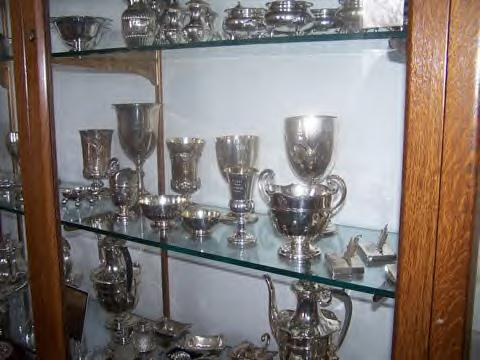
Серебряная посуда Ленстерского пехотного полка принца Уэльского в музее Королевского военного колледжа Канады

В связи с сокращением бюджета на вооружённые силы и образованием Ирландского свободного государства было принято решение, что шесть бывших южноирландских полков Британской армии будут расформированы, и среди попавших под расформирование попал Ленстерский пехотный полк (королевских канадцев). 12 июня 1922 года в зале Святого Георгия Виндзорского замка в присутствии Георга V были сложены пять полковых знамён, а 31 июля 1922 года был подписан приказ о расформировании шести полков. Однако в то же время вспыхнула гражданская война в Ирландии, и в итоге тысячи бывших британских военнослужащих перешли на сторону Национальной армии Ирландии, лояльной Свободному государству Ирландии. К маю 1923 года из 53 тысяч солдат ирландской армии до 50% составляли бывшие военнослужащие ирландских полков Британской армии, доля офицеров же составляла около 20%. При этом солдатам Ленстерского полка принца Уэльского предоставили продолжить службу в других британских полках, если те были согласны на то.
Отмечая канадские корни полка, офицеры 1-го батальона предоставили собственную серебряную посуду из офицерской столовой в дар правительству Канады «в знак уважения к Великому Доминиону, благодаря которому родился батальон, который будет под опекой до тех пор, покуда снова не будет восстановлен». «Ленстерская посуда», как её назвали, в 1923 году сала экспонатом выставки музея при Королевском военном колледже Канады по распоряжению министра национальной обороны Канады достопочтенного Эдварда Мортимера Макдональда и начальника штаба Канадской армии, генерал-майора Джеймса Макбрайена. Посуда находится в музее и столовой высшего командного состава. В 2013 году Полковая ассоциация установила памятник в районе Бирра, рядом с казармами Кринкилл.

## Воинские почести

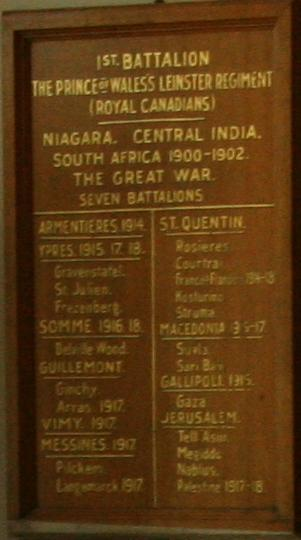
Памятная табличка в честь территорий, на которых нёс службу Ленстерский пехотный полк принца Уэльского, в Королевском военном колледже Канады

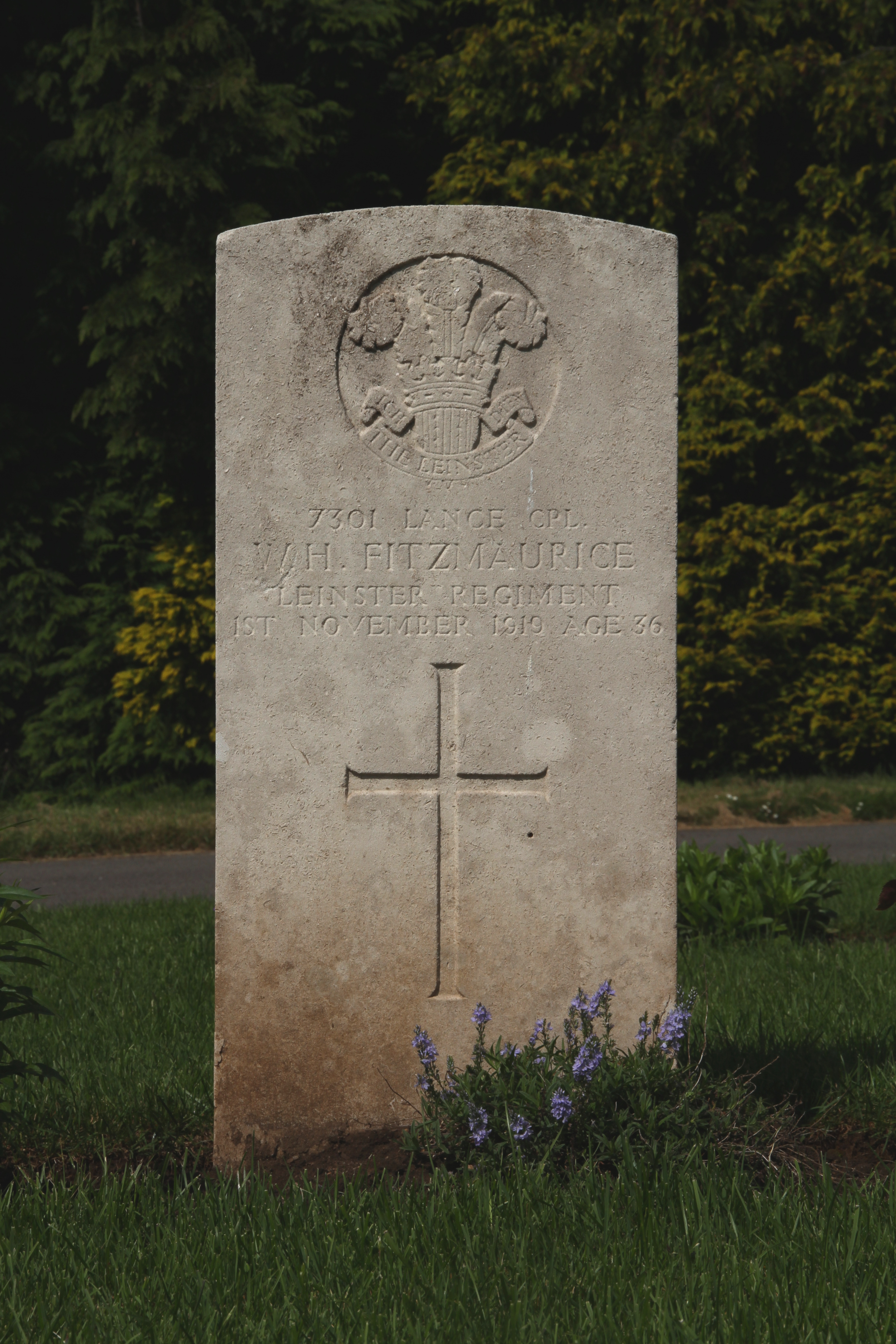
Могила сержанта У. Х. Фицмориса Ленстерского полка на кладбище Кэтэйс, Уэльс

По британским традициям, воинские почести присваиваются тем частям, которые проявили себя в различных боях, и представляют собой нанесение символического названия сражения на штандарт полка. Ленстерскому пехотному полку присвоены следующие почести:
- От 100-го пехотного полка: Niagara
- От 109-го пехотного полка: Central India
- Вторая англо-бурская война: South Africa 1900–02
- Первая мировая война:

| Кампания                          | Сражения                           | Дата                         |
| --------------------------------- | ---------------------------------- | ---------------------------- |
| Нет                               | Armentières 1914                   | 1914                         |
| Second Battle of Ypres            | Battle of Gravenstafel             | 22–23 апреля 1915            |
|                                   | Battle of St. Julien               | 24 апреля – 4 мая 1915       |
|                                   | Battle of Frezenberg               | 8–13 мая 1915                |
| Battle of the Somme               | Bourlon Wood                       |                              |
|                                   | Battle of Guillemont               | 3–6 сентября 1916            |
|                                   | Battle of Ginchy                   | 9 сентября 1916              |
| Battle of Arras                   | Battle of Vimy Ridge               | 9–14 апреля 1917             |
| Third Battle of Ypres             | Battle of Messines                 | 7–14 июня 1917               |
|                                   | Battle of Pilckem Ridge            | 31 июля – 3 августа 1917     |
|                                   | Battle of Langemarck (1917)        | 16–18 августа 1917           |
|                                   | First Battle of Passchendaele      | 12 октября 1917              |
|                                   | Second Battle of Passchendaele     | 26 октября – 10 ноября 1917  |
| The German Offensives 1918        | First Battles of the Somme, 1918   |                              |
|                                   | St. Quentin                        | 21–23 марта 1918             |
|                                   | Actions at the Somme Crossings     | 24–25 марта 1918             |
|                                   | Battle of Rosieres                 | 26–27 марта 1918             |
|                                   | Courtrai 1918                      | 28 июня 1918                 |
| The Advance To Victory 1918       | Battle of Amiens                   | 8 – 11 августа 1918          |
| Second Battles of the Somme, 1918 | Delville Wood                      |                              |
|                                   | Cambrai, 1918 (Capture of Cambrai) | 8–9 октября 1918             |
|                                   | Battle of Ypres, 1918              | 28 сентября – 2 октября 1918 |
|                                   | Battle of Courtrai                 | 14–19 октября 1918           |
| Macedonia 1915–17                 | Battle of Kastrino                 |                              |
|                                   | Battle of Struma                   |                              |
| Gallipoli 1915                    | Suvla                              |                              |
|                                   | Sari Bair                          |                              |
| Palestine 1917–18                 | First Battle of Gaza               | 26 марта 1917                |
|                                   | Battle of Jerusalem (1917)         | 26–30 декабря 1917           |
|                                   | Battle of Megiddo (1918)           | 19 и 25 сентября 1918        |
|                                   | Nablus                             | 19 и 25 сентября 1918        |
|                                   | Битва за Тель-Азур                 | 8 и 12 марта 1918            |

## Кавалеры Креста Виктории
- Лейтенант Джон Винсент Холланд[англ.] (Первая мировая война)
- Капрал Джон Каннингем[англ.] (Первая мировая война)
- Рядовой Мартин Джозеф Моффат[англ.] (Первая мировая война)
- Сержант Джон О'Нил[англ.] (Первая мировая война)

## Командиры полка
Ниже представлены все командиры полка.
- 1881–1890 (1-й батальон, ранее 100-й пехотный полк): генерал сэр Александр Гамильтон-Гордон[англ.]
- 1881–1889 (2-й батальон, ранее 109-й пехотный полк): генерал сэр Ричард Денис Келли[англ.]
- 1890–1891: генерал Генри Мид Гамильтон (англ. Henry Meade Hamilton)
- 1891–1894: генерал сэр Патрик Леонард Макдугалл[англ.]
- 1894–1910: генерал-лейтенант Аластер Макиан Макдональд[англ.]
- 1910–1919: генерал-майор Джордж Аптон Прайор (англ. George Upton Prior)
- 1919–1922: генерал-майор сэр Джеральд Фаррелл Бойд[англ.]

Покровителем полка с 1919 года был принц Уэльский Дэвид (будущий король Англии Эдуард VIII).